# Lespesia aurulans
Lespesia aurulans är en tvåvingeart som först beskrevs av Townsend 1927.  Lespesia aurulans ingår i släktet Lespesia och familjen parasitflugor. Inga underarter finns listade i Catalogue of Life.